# Canthium travancoricum
Canthium travancoricum är en måreväxtart som beskrevs av Richard Henry Beddome. Canthium travancoricum ingår i släktet Canthium och familjen måreväxter. Inga underarter finns listade i Catalogue of Life.